# Pietra serena

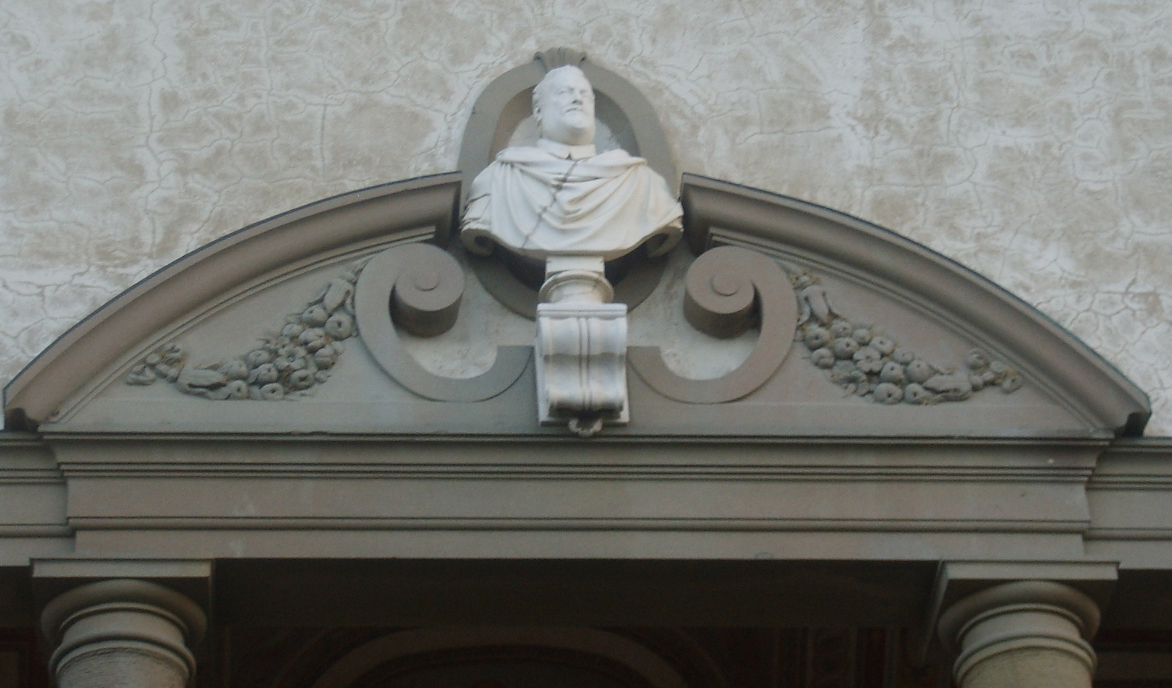
Frontón de pietra serena (Villa di Artimino, el busto de Fernando I de Médici es de mármol).

La pietra serena es una arenisca de color gris usada particularmente en la arquitectura y en parte también en la escultura. Es típica de la arquitectura toscana, en particular la de Florencia, aunque no se suele usar para bloques de albañilería, sino para elementos aislados o decorativos como columnas, cornisas y nervios de bóvedas.

## Características

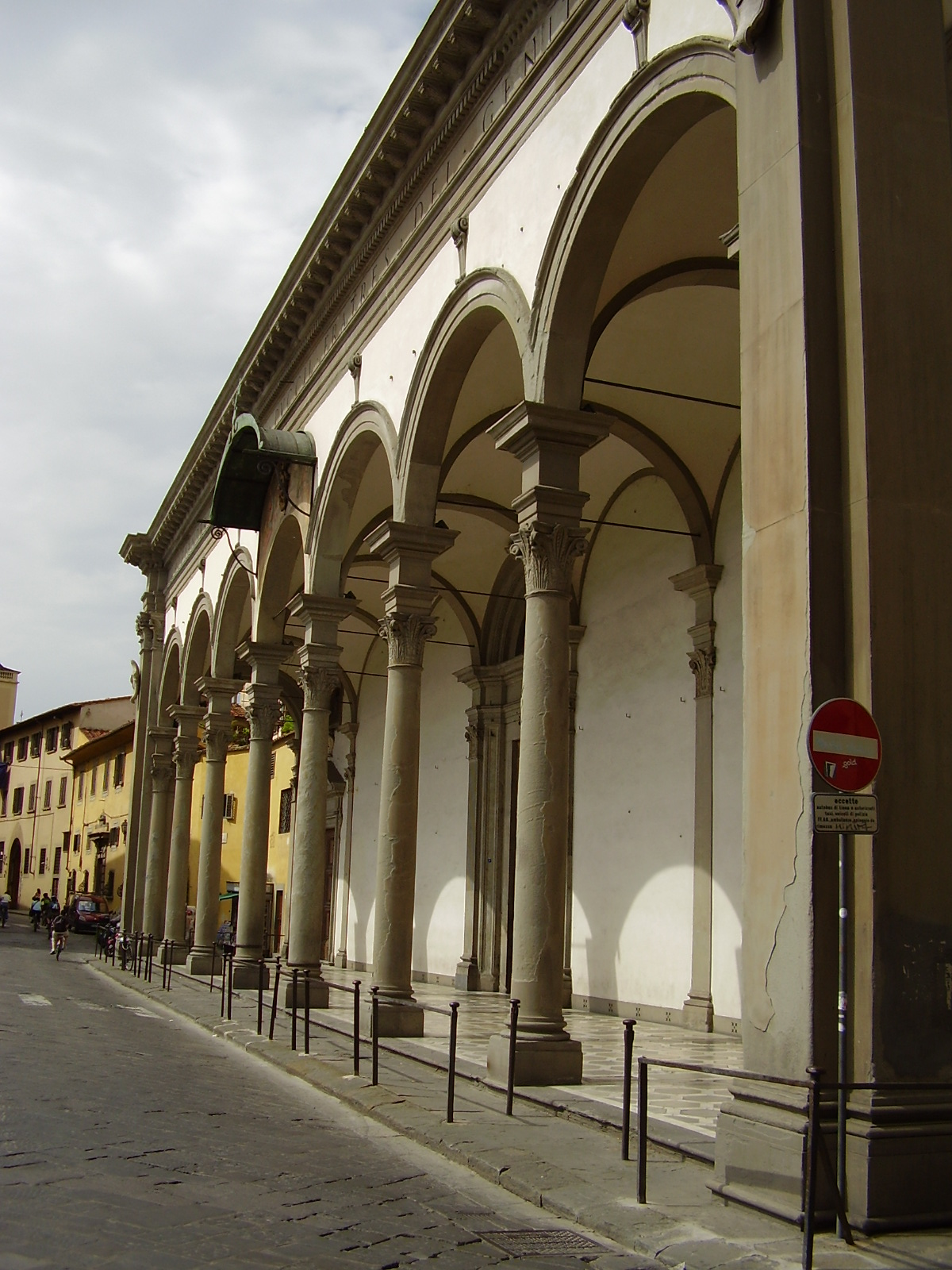
Pilar de la logia de la Basilica della Santissima Annunziata de Florencia, que muestra alteración de color marrón y exfoliación.

La pietra serena tiene una granulometría variable, que en función de las canteras pasa de medio-fina a gruesa. La textura de la piedra es agradablemente homogénea, con puntos brillantes debidos a la presencia de escamas de mica. En ocasiones presenta laminación y gradación (es decir, variaciones de la granulometría en el mismo bloque). A veces vetas de calcita espática pueden dar origen a puntos de debilidad. La tensión de rotura perpendicular no es particularmente resistente: unos 700 kg/cm².
Se trabaja de distintas maneras: cincelado, alisado, flameado, abujardado, rayado o arenado.
Sus dos variedades principales son la arenaria di Monte Modino, de grano medio-fino, que tiene canteras en Fiesole, Vincigliata, Settignano, Valle del Mugnone y muchas otras localidades al norte de Florencia, y la arenaria Macigno, de grano medio-grueso, frecuente en las zonas al sudoeste de Florencia (Gonfolina en el municipio de Carmignano, Lastra a Signa, Montebuoni, Tavarnuzze en Impruneta...). Aparte de Florencia se encuentra en el Monte Orsaro, en el Monte Albano y en el Chianti hasta el Monte Cetona.
Actualmente casi la totalidad de su producción proviene de Firenzuola. Una variedad de pietra serena de excelente calidad, afín a la arenisca Macigno, proviene de las colinas de Tuoro sul Trasimeno, donde hay dos canteras activas para su extracción.
Otra zona muy activa históricamente en la extracción de la pietra serena es la de Vellano, en el municipio de Pescia (Provincia de Pistoia). A mediados del siglo XX estaban activas más de diez canteras en este municipio, que producían material trabajado para obras públicas y privadas además de para la restauración de edificios históricos. Actualmente continúa en actividad una cantera con piedra de excelente calidad que ha demostrado una gran resistencia también al aire libre gracias a su menor porosidad respecto a la arenisca tradicional.
El punto débil de la pietra serena es la reducción de su resistencia si se pone en contacto con los agentes atmosféricos: en los peores casos se puede hacer necesaria su sustitución tras pocas décadas, pero no faltan excepciones (como la Galería Uffizi). Su deterioro se manifiesta con la formación y caída de costras paralelas a la superficie a la vista (exfoliación), la pulverización, la disgregación y la fisuración.
En ocasiones la descomposición de los cloritos hace que la piedra reciba un color marrón, y sufra una rápida descomposición por corrupción.

## Historia y uso

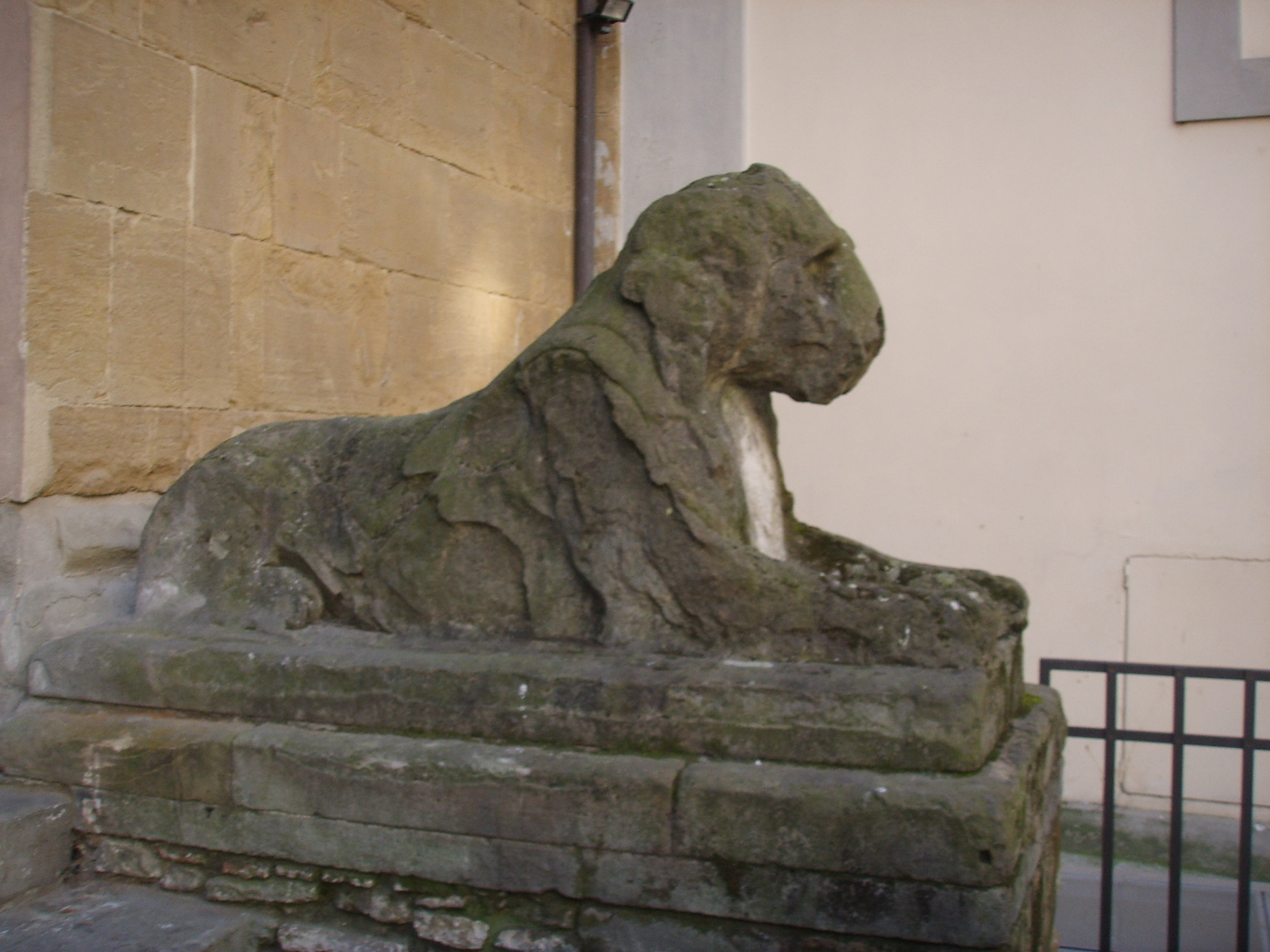
Un león del siglo XIX delante de la iglesia de San Pancrazio que muestra daños graves.

Giorgio Vasari la cita en 1568, Filippo Baldinucci en 1681 y Giovanni Targioni Tozzetti en 1773, mientras que Agostino del Riccio la llamaba pietra delle colline di Fiesole (piedra de las colinas de Fiesole) y Dante Alighieri, también a propósito de Fiesole, la llama quizá macigno (Inf. XV, 63).
Los etruscos construyeron con esta piedra las murallas de Fiesole y las tumbas de Comeana, mientras que los romanos la usaron en Florencia para el Templo de Marte. El triunfo de la pietra serena se produjo sin embargo con Filippo Brunelleschi, que la usó en sus obras maestras de Florencia como el ospedale degli Innocenti, la chiesa di San Lorenzo o la basilica di Santo Spirito entre otras muchas, poniendo en valor el contraste entre el color gris de la piedra situada en los elementos portantes y los yesos blancos que cubren los muros. Desde entonces se hizo canónico el uso de la dicromía gris/blanco en la arquitectura del Renacimiento; por ejemplo, también la usó Miguel Ángel en la Biblioteca Medicea Laurenziana.
En Florencia está presente también en el exterior; por ejemplo, la logia de los Uffizi, las logias de la Piazza Santissima Annunziata o la fachada de la chiesa di San Giovannino degli Scolopi; en el siglo XIX volvió a ser utilizada de modo masivo por Giuseppe Poggi, sobre todo para los almohadillados de las fachadas de los palacios.
Si la piedra es de grano fino es posible esculpirla: por esto se usó tanto en las decoraciones arquitectónicas como en esculturas independientes, como hizo Donatello con el Marzocco o l'Annunciazione de Santa Croce de Florencia.
Por su resistencia se usó también en los pavimentos: Florencia, Siena y Arezzo están pavimentadas en gran medida con losas de pietra serena (variedad macigno). Este uso parece muy antiguo, debido a que un tramo del cardo de la Florencia romana, que salió a la luz en la Via Vacchereccia, estaba pavimentado en losas de arenisca colocadas en Opus incertum.